# Площадь Михаила Тверского
Площадь Святого Благоверного Князя Михаила Тверского (бывшая Советская площадь, Полуциркульная площадь, Почтовая площадь) — главная площадь города Твери, расположена в Центральном районе, на пересечении улиц Советской и Андрея Дементьева.
Лежит в основе трёхлучевой системы улиц: Новоторжская — Советская — Вольного Новгорода, которая была спроектирована архитектором П. Р. Никитиным после большого пожара 1763 года. Улицы расходятся от площади лучами. Такое построение площади придает центру города редкую стройность и композиционную завершенность.
На площади была установлена триумфальная арка, которая впоследствии была демонтирована в знак нелюбви Павла I к Екатерине II, инициировавшей это строительство.
Свои творения на площади также оставили и другие лучшие архитекторы XVIII века: М. Ф. Казаков, В. С. Обухов, А. В. Квасов и другие. Опираясь на богатый опыт строительства Петербурга, Рима и Версаля, русские зодчие нашли интересную архитектурную композицию.
От составления плана до его окончательного практического осуществления прошло почти 100 лет. Только в 60-х годах XIX века этот район был полностью застроен каменными домами по проектам талантливой группы зодчих.
В окружающих площадь зданиях в настоящее время размещаются: резиденция Губернатора Тверской области и другие административные структуры, почтамт, Дом техники, Дом работников просвещения, старейший кинотеатр города «Вулкан».
На фасаде почтамта помещена мемориальная доска с надписью: «Эта площадь в 1917 году была местом массовых митингов и демонстраций революционных рабочих и солдат города Твери».
В 2008 году на площади был установлен памятник тверскому князю Михаилу Ярославичу.
Решением городской топонимической комиссии от 10 октября 2018 года, одобренного большинством голосов депутатов Тверской городской Думы, 2 ноября 2018 года Советская площадь была переименована в площадь Михаи́ла Тверско́го. Торжественная церемония переименования состоялась 5 декабря 2018 года. 16 декабря 2019 года площадь была переименована в «площадь Святого Благоверного Князя Михаила Тверского».

Памятник князю Михаилу Тверскому
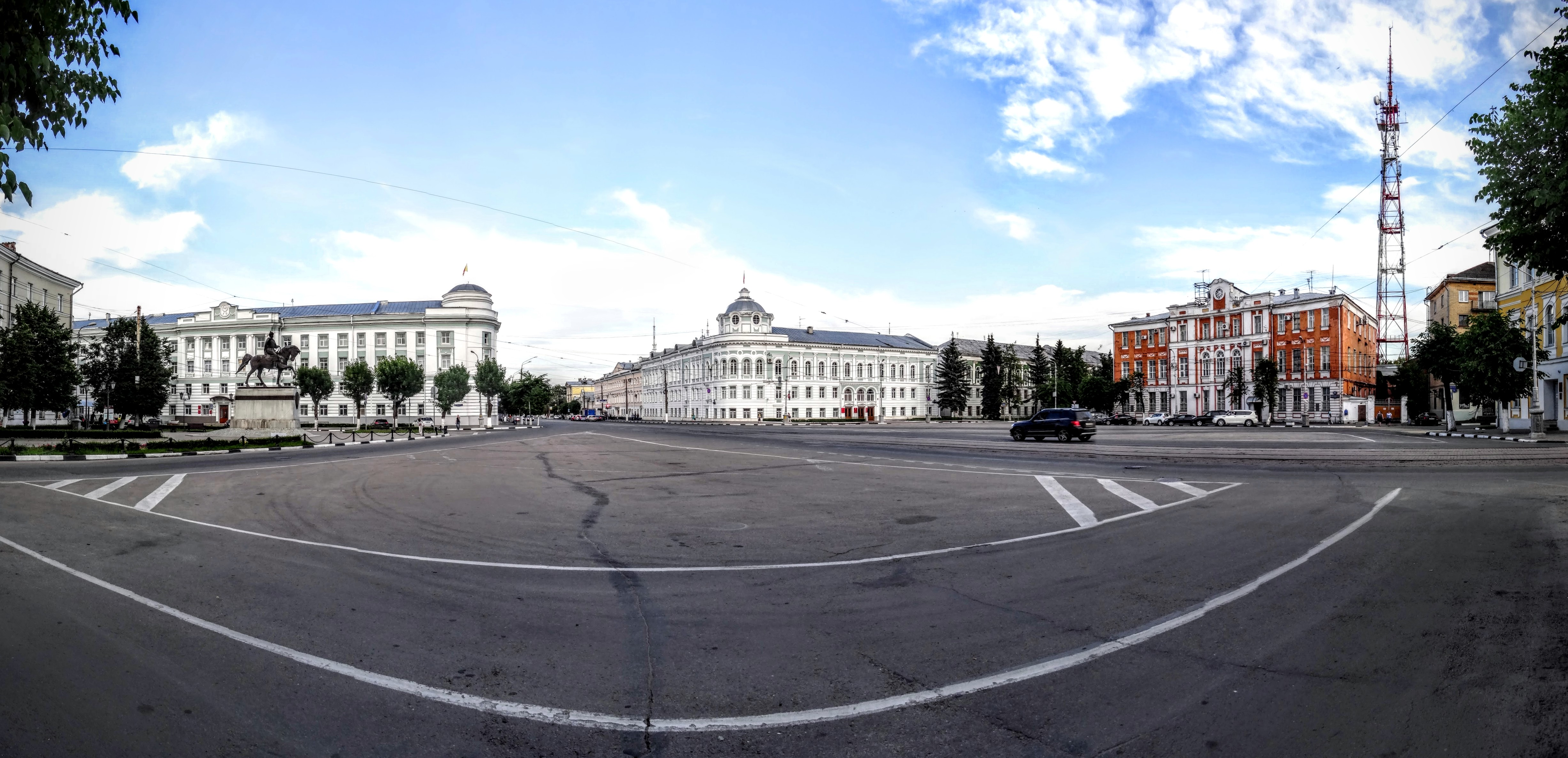
Ансамбль застройки площади
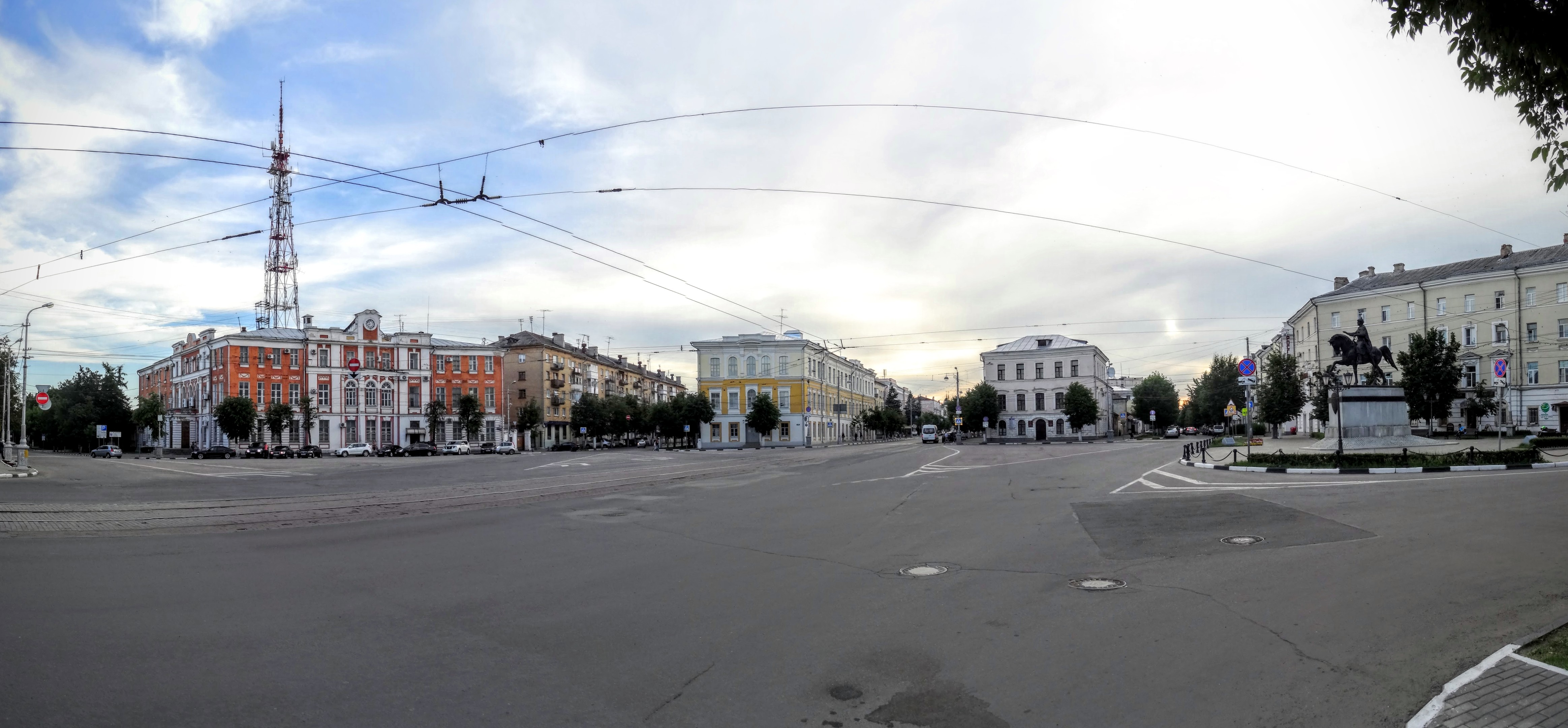
Ансамбль застройки площади